# 分舰队
分舰队，或稱戰隊（英語：Squadron），是海军的一个组织建制级别。現代海军通常以舰队-区舰队-分舰队-总队的层级組織；分舰队由若干艘类似级别的大型軍艦组成，例如战列舰分舰队、巡洋舰分舰队等。依實際編隊的重要性，可能由海军中将、海军少将或海军准将，又或者戰隊中最資深的海军上校指挥。

## 歷史演變
风帆时代，舰队常划分为前锋分舰队、中部分舰队、后部分舰队；临时派遣的任务舰艇群也称为分舰队。

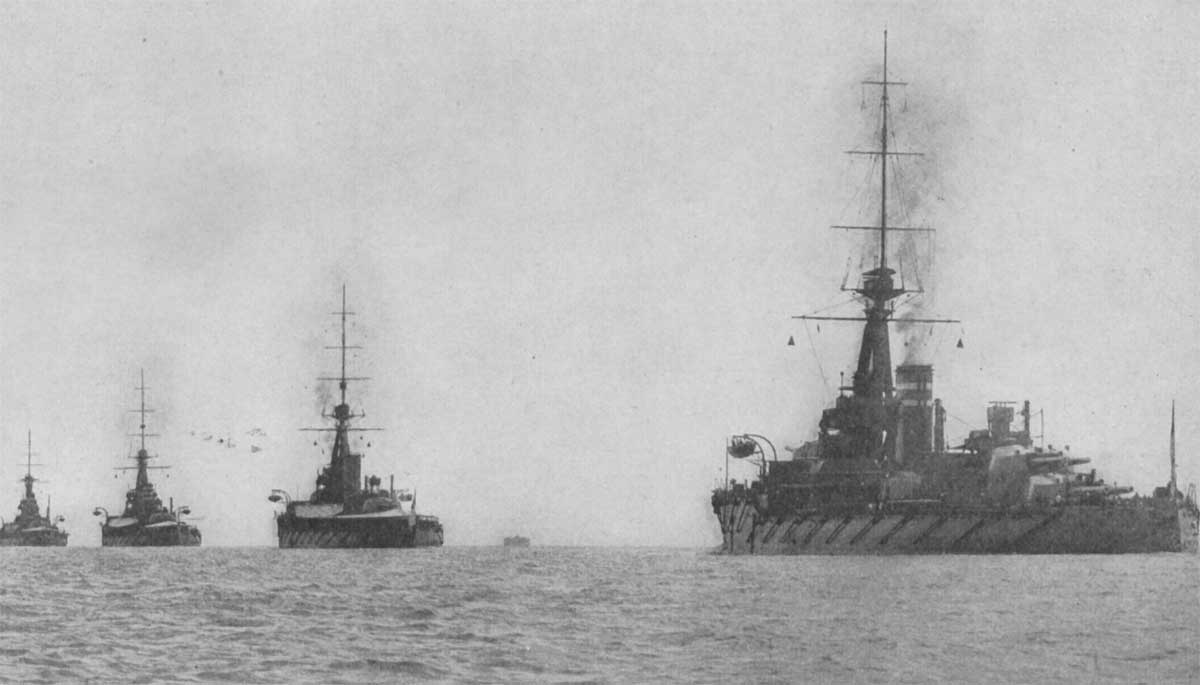
第一次世界大战中英国海军大舰队的第2战列舰分舰队。从左至右为：King George V, Thunderer, Monarch, and Conqueror.

1864年之前，英国皇家海军分为红、白、蓝3个分舰队。19世纪后期，同级别的战列舰开始编为固定的训练编制，例如英国海军的第5战列舰分舰队。美國海軍的驅逐艦與潛艦的编制單位都稱為分艦隊。獨立運作但规模不足以称为舰队的海军舰艇群有時也使用分舰队的編制；例如苏联海军的地中海分舰队、印度洋分舰队。
在當代，分舰队变成了行政单位而非作战单位；由于現代海军舰艇日益大型化，分舰队逐漸取代区舰队成为驱逐舰、护卫舰、潜艇等種軍艦的行政建制单位。美国海军歷來曾有战列舰、巡洋舰、驱逐舰、护卫舰、运输机、潜艇等分舰队；當前則多以驱逐舰或潜艇組成戰隊。